# Ixtlahua Roja
Ixtlahua Roja är en ort i Mexiko.   Den ligger i kommunen Atlixtac och delstaten Guerrero, i den sydöstra delen av landet, 230 km söder om huvudstaden Mexico City. Ixtlahua Roja ligger 1 962 meter över havet och antalet invånare är 330.
Terrängen runt Ixtlahua Roja är bergig åt sydväst, men åt nordost är den kuperad. Runt Ixtlahua Roja är det ganska glesbefolkat, med 43 invånare per kvadratkilometer. Närmaste större samhälle är Zoquitlán, 2,0 km sydväst om Ixtlahua Roja. I omgivningarna runt Ixtlahua Roja växer huvudsakligen savannskog.